# Elezioni presidenziali in Messico del 2000
Le elezioni presidenziali in Messico del 2000 si sono tenute il 2 luglio, contestualmente alle elezioni parlamentari.
Questa storica elezione fece di Vicente Fox il primo presidente eletto del Messico proveniente da un partito di opposizione dai tempi di Francisco Madero nel 1910 e segnò la fine del governo de facto monopartitico del Partito Rivoluzionario Istituzionale (PRI) che, sotto vari nomi, aveva sorretto la Nazione americana dal 1929.

## Risultati
| Vicente Fox              | Partito Azione Nazionale                      | 15 989 636 | 43,43 |  |  |  |  |  |
| Francisco Labastida      | Partito Rivoluzionario Istituzionale          | 13 579 718 | 36,89 |  |  |  |  |  |
| Cuauhtémoc Cárdenas      | Partito della Rivoluzione Democratica         | 6 256 780  | 17,00 |  |  |  |  |  |
| Gilberto Rincón Gallardo | Democrazia Sociale                            | 592 381    | 1,61  |  |  |  |  |  |
| Manuel Camacho Solís     | Partito del Centro Democratico                | 206 589    | 0,56  |  |  |  |  |  |
| Porfirio Muñoz Ledo      | Partito Autentico della Rivoluzione Messicana | 156 896    | 0,43  |  |  |  |  |  |
| Altri                    | -                                             | 31 461     | 0,09  |  |  |  |  |  |
| Totale                   | Totale                                        | 36 813 461 | 100   |  |  |  |  |  |
|                          |                                               |            |       |  |  |  |  |  |
| Voti non validi          | Voti non validi                               | 788 157    | 2,10  |  |  |  |  |  |
| Votanti                  | Votanti                                       | 37 601 618 | 63,97 |  |  |  |  |  |
| Elettori                 | Elettori                                      | 58 782 737 |       |  |  |  |  |  |